# 2015年のグランドチャンピオンシップ (独立リーグ)
2015年のグランドチャンピオンシップ（2015ねんのグランドチャンピオンシップ）は、2015年10月3日から10月12日まで、四国アイランドリーグplus優勝チームの愛媛マンダリンパイレーツと、ベースボール・チャレンジ・リーグ（ルートインBCリーグ）優勝チームの新潟アルビレックス・ベースボール・クラブによる、野球独立リーグ日本一の座をかけて行われたグランドチャンピオンシップである。初出場の愛媛と3年ぶり2回目出場の新潟という初顔合わせであった。今回シリーズでは初めて予告先発が実施された。
初戦から新潟がホームで2連勝して王手をかけたが、愛媛がホームの第3戦以降を3連勝した結果、3勝2敗の成績で愛媛が初優勝し、前年に続いてアイランドリーグチームが独立リーグ日本一となった。初戦から2連敗後の3連勝による優勝は、シリーズ史上初めてである。また、全試合でホームチームが勝利する（俗に言う「内弁慶」シリーズ）のも初めてであった。
初出場チームが過去に出場実績のあるチームを破ったのは3年前の新潟に次ぐ事例で、新潟は立場を変えて「やり返される」形となった。新潟はシリーズ初出場から試合で連勝を続けていたが第3戦で敗れ、記録は5連勝でストップした。
全試合で本塁打が1本も出なかったが、これは2008年以来、2回目の事例であった。

## 日程
以下の予定であった。
- BCLラウンド

第1戦は10月3日に 柏崎市佐藤池野球場（13時開始）
第2戦は10月4日に三条パール金属スタジアム、13時開始）
- ILラウンド

第3 - 5戦は10月10 - 12日に坊っちゃんスタジアム（ 18時開始）
- 予備日はBCLラウンドが10月5日・6日（三条パール金属スタジアム、18時開始）、ILラウンドが10月13日 - 15日（坊っちゃんスタジアム、18時開始）

## 試合結果

### 第1戦
10月3日　柏崎市佐藤池野球場　開始13:03　入場者数1563人
|                                          | 1 | 2 | 3 | 4 | 5 | 6 | 7 | 8 | 9 | R | H  | E |
| ---------------------------------------- | - | - | - | - | - | - | - | - | - | - | -- | - |
| 愛媛マンダリンパイレーツ                 | 0 | 0 | 2 | 0 | 0 | 0 | 0 | 0 | 0 | 2 | 12 | 0 |
| 新潟アルビレックス・ベースボール・クラブ | 0 | 0 | 0 | 2 | 1 | 0 | 0 | 0 | X | 3 | 9  | 0 |

1. （新潟1勝0敗）
2. 愛：正田、高原、阿部、東風平 - 宏誓
3. 新：田村、間曽、渡邊雄 - 平野
4. 勝利：田村（1勝）
5. セーブ：渡邊雄（1S）
6. 敗戦：正田（1敗）
7. 試合時間：2時間58分

### 第2戦
10月4日　三条パール金属スタジアム　開始13:00　入場者数1830人
|                                          | 1 | 2 | 3 | 4 | 5 | 6 | 7 | 8 | 9 | R | H | E |
| ---------------------------------------- | - | - | - | - | - | - | - | - | - | - | - | - |
| 愛媛マンダリンパイレーツ                 | 0 | 0 | 0 | 0 | 0 | 0 | 0 | 0 | 0 | 0 | 8 | 0 |
| 新潟アルビレックス・ベースボール・クラブ | 0 | 0 | 0 | 1 | 0 | 0 | 0 | 0 | X | 1 | 6 | 0 |

1. （新潟2勝0敗）
2. 愛：伴、ゲレロ、阿部 - 宏誓
3. 新：中西、雨宮、渡邊雄 - 平野
4. 勝利：中西（1勝）
5. セーブ：渡邊雄（2S）
6. 敗戦：伴（1敗）
7. 試合時間：2時間58分

### 第3戦
10月10日　坊っちゃんスタジアム　開始18:00　入場者数2528人
|                                          | 1 | 2 | 3 | 4 | 5 | 6 | 7 | 8 | 9 | R | H  | E |
| ---------------------------------------- | - | - | - | - | - | - | - | - | - | - | -- | - |
| 新潟アルビレックス・ベースボール・クラブ | 0 | 0 | 0 | 0 | 0 | 0 | 0 | 0 | 0 | 0 | 6  | 0 |
| 愛媛マンダリンパイレーツ                 | 0 | 0 | 0 | 0 | 1 | 2 | 0 | 0 | X | 3 | 13 | 0 |

1. （愛媛1勝2敗）
2. 新：間曽、チェンバース、髙井、山口 - 平野
3. 愛：東風平、阿部、小林 - 鶴田
4. 勝利：東風平（1勝）
5. 敗戦：間曽（1敗）
6. 試合時間：2時間47分

### 第4戦
10月11日　坊っちゃんスタジアム　開始18:00　入場者数1182人
|                                          | 1 | 2 | 3 | 4 | 5 | 6 | 7 | 8 | 9 | R | H  | E |
| ---------------------------------------- | - | - | - | - | - | - | - | - | - | - | -- | - |
| 新潟アルビレックス・ベースボール・クラブ | 1 | 0 | 0 | 0 | 1 | 0 | 0 | 0 | 0 | 2 | 8  | 0 |
| 愛媛マンダリンパイレーツ                 | 0 | 0 | 1 | 1 | 0 | 0 | 1 | 0 | X | 3 | 10 | 0 |

1. （愛媛2勝2敗）
2. 新：田村、渡邊雄、雨宮 - 平野
3. 愛：正田、糸川、伴、阿部 - 宏誓
4. 勝利：阿部（1勝）
5. 敗戦：渡邊雄（1敗）
6. 試合時間：3時間11分

### 第5戦
10月12日　坊っちゃんスタジアム　開始18:00　入場者数1478人
|                                          | 1 | 2 | 3 | 4 | 5 | 6 | 7 | 8 | 9 | R | H | E |
| ---------------------------------------- | - | - | - | - | - | - | - | - | - | - | - | - |
| 新潟アルビレックス・ベースボール・クラブ | 0 | 0 | 1 | 0 | 0 | 0 | 0 | 0 | 0 | 1 | 6 | 3 |
| 愛媛マンダリンパイレーツ                 | 1 | 0 | 0 | 0 | 0 | 2 | 0 | 0 | 0 | 3 | 6 | 0 |

1. （愛媛3勝2敗）
2. 新：中西、渡邊雄、間曽 - 平野
3. 愛：小林、糸川、伴、東風平、阿部 - 宏誓
4. 勝利：伴（1勝1敗）
5. 敗戦：中西（1敗）
6. 試合時間：2時間53分

## 表彰選手
従来、散発的に実施されてきた選手表彰について、今回は日本独立リーグ野球機構により最優秀選手と敢闘選手が表彰されることになった。なお、チームについても優勝チームに優勝カップと賞金、準優勝チームに賞金がそれぞれ授与されている。
- 最優秀選手賞：阿部直晃（愛媛）[9]
- 敢闘賞：足立尚也（新潟）[9]